# Leopoldo Corretjer
Leopoldo Corretjer:(Barcelona, 1862-Buenos Aires, 1941) fue un músico español naturalizado argentino, a quien se lo recuerda por su labor como compositor y director de orquesta. Escribió varios tangos y marchas;entre las que se encuentran Saludo a la bandera y el Himno a Sarmiento, que todavía se escuchan en las escuelas.

## Carrera profesional
Se trasladó en 1887 a Buenos Aires, donde obtuvo por concurso un cargo de profesor de música en el Consejo Nacional de Educación y fue designado luego inspector de la asignatura música en las escuelas de la ciudad de Buenos Aires.
Corretjer fue elegido para dirigir en la Plaza del Congreso, durante la conmemoración del Centenario de la Revolución de Mayo, una banda de 500 músicos y un coro de 30.000 escolares, que ejecutaron y cantaron el Himno Nacional Argentino.
Fue maestro de armonía y entre otros, pautó muchos tangos de compositores iletrados y tuvo entre sus alumnos al compositor de tangos Eugenio De Alarcón y a Manuel Campoamor, quien en 1899 le dedicó su primer tango titulado Sargento Cabral.
Falleció en Buenos Aires, Argentina en 1941.

## Algunas de sus obras
- Apuntá pa' otro lao
- Argentino
- Brisas del Paraná
- Don Viruta y Chicharrón
- El afilador
- El afortunao
- El gaucho
- El ombú
- El triunfador
- Entre prima y bordona
- Go ahead
- Himno a Rivadavia
- Himno a Sarmiento
- La razón
- Mate a medias
- Mate amargo
- Mi negra
- Puro corte y firulete
- Saludo a la bandera (también conocida como Salve Argentina)
- Sargento Cabral
- Viva la Patria (poema de Rafael Obligado)
- Voilá